# Протести в Китаї (2022)
15 листопада 2022 року в материковому Китаї розпочалася серія протестів проти карантинних обмежень через COVID-19 . Протести почалися у відповідь на заходи, вжиті урядом Китаю для запобігання поширенню COVID-19 у країні, включаючи впровадження політики zero-COVID . Невдоволення цією політикою зросло з початку пандемії, яка прикула багатьох людей до своїх домівок без роботи, не даючи їм можливості купувати предмети першої необхідності та піддаючи їх суворим обмеженням.
У той час як малі протести почалися на початку листопада, широкомасштабні громадянські заворушення спалахнули після пожежі в Урумчі, яка забрала життя десяти людей, після трьох місяців жорсткого карантину в Сіньцзяні .
Протестувальники вимагали припинення урядової політики zero-COVID і постійних карантинів, які часто запроваджуються раптово і без попередження.

## Передумови

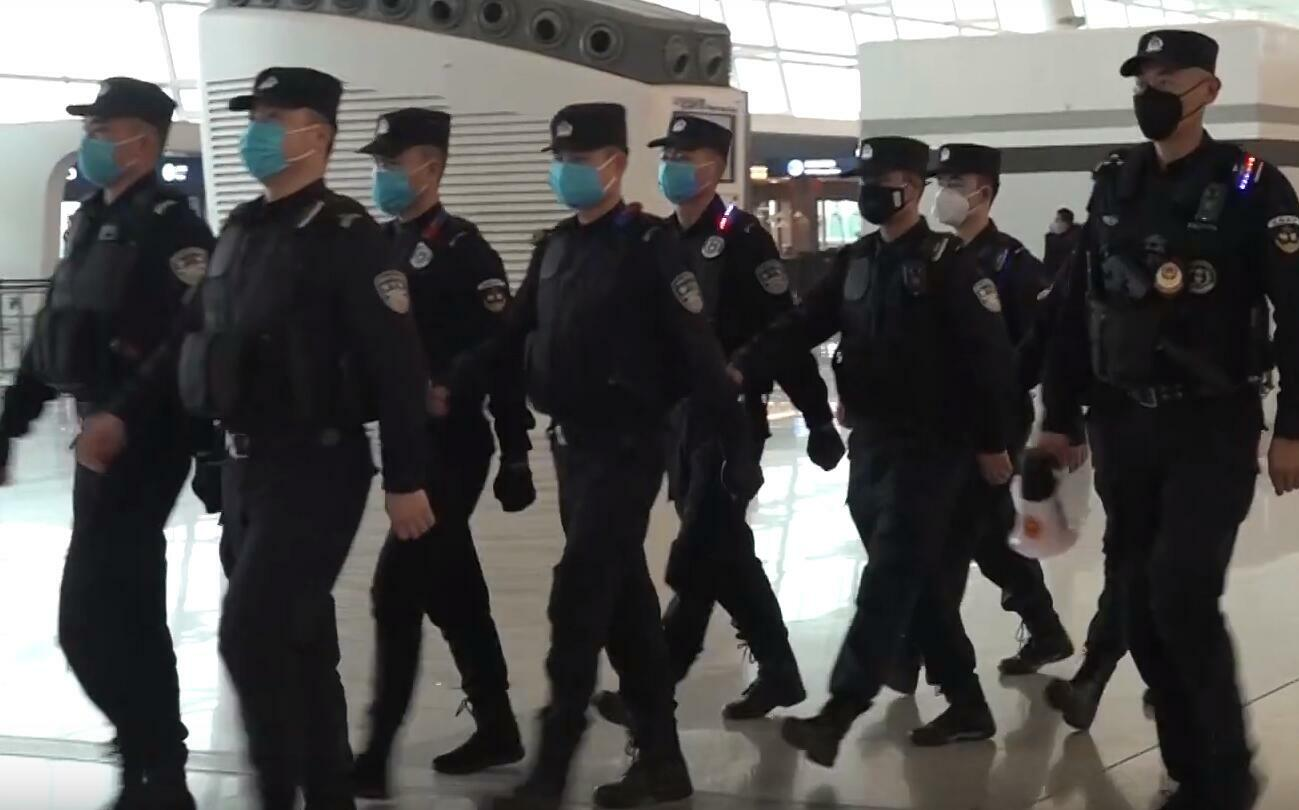
Поліцейські в масках патрулюють міжнародний аеропорт Ухань Тяньхе під час першого спалаху COVID-19 в січні 2020 року

### Карантинні обмеження через COVID-19 у Китаї
З початку пандемії COVID-19 у материковому Китаї китайський уряд широко використовував локдауни для боротьби зі спалахами COVID, намагаючись реалізувати політику zero-COVID. Ці карантинні заходи почалися з карантину в Ухані в січні 2020 року і незабаром поширилися на інші міста та муніципалітети, включаючи Шанхай і Сіньцзян . У міру того, як ці блокування набули більшого поширення, вони ставали тривалішими та дедалі руйнівнішими, викликаючи все більше занепокоєння та незгоду. У квітні 2022 року китайський уряд запровадив локдаун у Шанхаї, що викликало обурення в соціальних мережах, таких як Sina Weibo та WeChat ; громадяни були незадоволені економічними наслідками карантину, такими як нестача їжі та неможливість працювати. Це невдоволення посилилося повідомленнями про погані умови у тимчасових лікарнях та незаконне та жорстке застосування карантину. Ці скарги було важко замовчати, незважаючи на сувору цензуру соцмереж в Китаї.
Поширення більш інфекційних підваріантів варіанту «Омікрон» посилило ці нарікання. У міру поширення цих підваріантів громадська довіра до політики китайського уряду «нуль-COVID» була підірвана, що вказувало на те, що стратегії карантину стали неефективними та нежиттєздатними для китайської економіки . Поступки та коливання породили подальший брак довіри та підтримки політики; 11 листопада уряд Китаю оголосив про нові детальні вказівки щодо заходів проти COVID, щоб спробувати пом'якшити політику «zero-COVID». Застосування місцевими органами влади дуже різнилося: Шицзячжуан тимчасово скасував більшість обмежень попередньо оголосивши про це, тоді як інші міста продовжували дотримуватися суворих обмежень, побоюючись наслідків послаблення карантину. Після впровадження нових рекомендацій у багатьох регіонах Китаю стався спалах COVID-19.

### Демократичні рухи Китаю
Однопартійне правління в Китаї призвело до політичних рухів проти Комуністичної партії Китаю (КПК). Зростаюче невдоволення реакцією китайського уряду на COVID-19 спровокувало дискусії про свободу та демократію в Китаї та заклики до відставки Сі Цзіньпіна .

## Протести

### Гуанчжоу
Коли на початку листопада в Гуанчжоу знову почалися карантини, жителі району Хайчжу вийшли на вулицю вночі, проламуючи металеві бар'єри та вимагаючи припинити карантини. Район Хайчжу є домом для багатьох трудових мігрантів з-за меж провінції, які не змогли знайти роботу та мати стабільний дохід під час карантину. У відеороликах, поширених у соцмережах, мешканці також критикували годинні черги на тестування на COVID, неможливість придбати свіжі та доступні продукти та відсутність підтримки місцевої влади.

### Чженчжоу
У Чженчжоу 23 листопада працівники заводу Foxconn зіткнулися з силами безпеки та поліцією через низьку оплату праці та безсистемні обмеження, пов'язані з COVID. Робітники сформулювали свої вимоги у відео, поширених у китайських соціальних мережах, стверджуючи, що Foxconn не надала обіцяних бонусів і зарплат. За словами одного працівника, у Foxconn новим працівникам сказали, що вони отримають бонуси в березні та травні 2023 року, задовго до китайського Нового року за місячним календарем, коли гроші були потрібні найбільше. Протестувальники також звинуватили Foxconn у нехтуванні відокремленням працівників із позитивним результатом тесту від інших, не дозволяючи їм залишити кампус фабрики через карантинні заходи. Правоохоронці були зняті на відео коли били працівників кийками та металевими прутами, а працівники кидали ці предмети назад і перевертали поліцейські машини.
За кілька тижнів до цього фабрика відмовила працівникам у звільненні, як частину національної політики яка, з одного боку, вимагала дотримуватися політики zero-COVID, а з іншого — намагалася зберегти працюючі підприємства і економіку загалом. Поширювалися відео, як працівники залишають місто пішки, щоб повернутися додому всупереч карантину.
У відповідь на протест Foxconn запропонувала 10 000 юанів (близько 1400 доларів США) працівникам, які погодилися звільнитися з роботи та залишити фабрику.

### Урумчі
24 листопада 2022 року пожежа в будівлі в Урумчі забрала життя 10 людей і 9 поранено в закритому житловому районі. На той момент регіон Сіньцзян уже перебував у суворому карантині три місяці. Протягом цього часу відео та зображення, поширені в китайських соціальних мережах, показали, що люди не можуть придбати продукти першої необхідності, такі як їжа та ліки. Люди звинувачували блокування навколо будівлі, що горіла, тому що пожежники не змогли вчасно дістатися до будівлі, а інші висловлювали гнів через реакцію уряду, яка, як виглядало, звинувачувала жертв, яким вдалося втекти від вогню. 25 листопада люди в Урумчі вийшли на вулицю на знак протесту, вимагаючи припинити жорсткі карантинні заходи.

#### Загальнонаціональна реакція

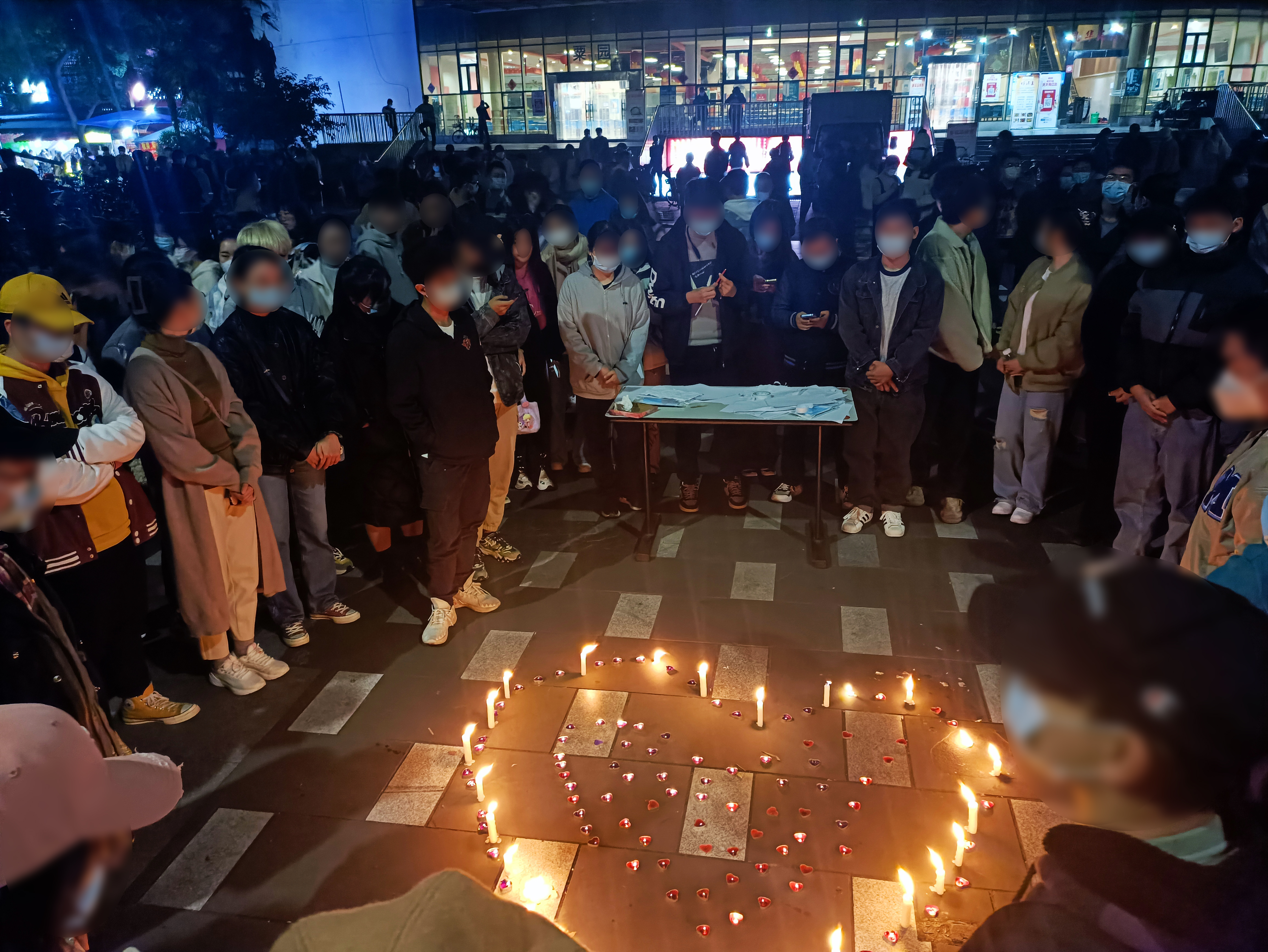
Студенти Південно-Західного Університету Цзяотун, Ченду, тримають вахту зі свічками за жертвами пожежі

У наступні дні протести та траурні мітинги на знак солідарності з жертвами пожежі відбулися у великих містах, таких як Нанкін, Пекін та Шанхай.
Найбільший протест виник у Шанхаї, коли студенти університету зібралися на Урумчі-роуд, згадуючи місто, де сталася пожежа. На відео можна побачити вигуки, які відкрито критикують адміністрацію генерального секретаря КПК Сі Цзіньпіна, а сотні скандують: «Сі Цзіньпіня у відставку! Комуністичну партія у відставку !» На відео, які поширюються в соціальних мережах, також видно, як натовп стоїть перед поліцією, скандуючи гасла на кшталт «Служим народу!», «Хочемо свободи» та «Не хочемо Кодексу здоров'я». Деякі люди під час протесту співали національний гімн «Марш добровольців». Рано вранці поліція раптово оточила натовп і заарештувала декількох протестувальників.

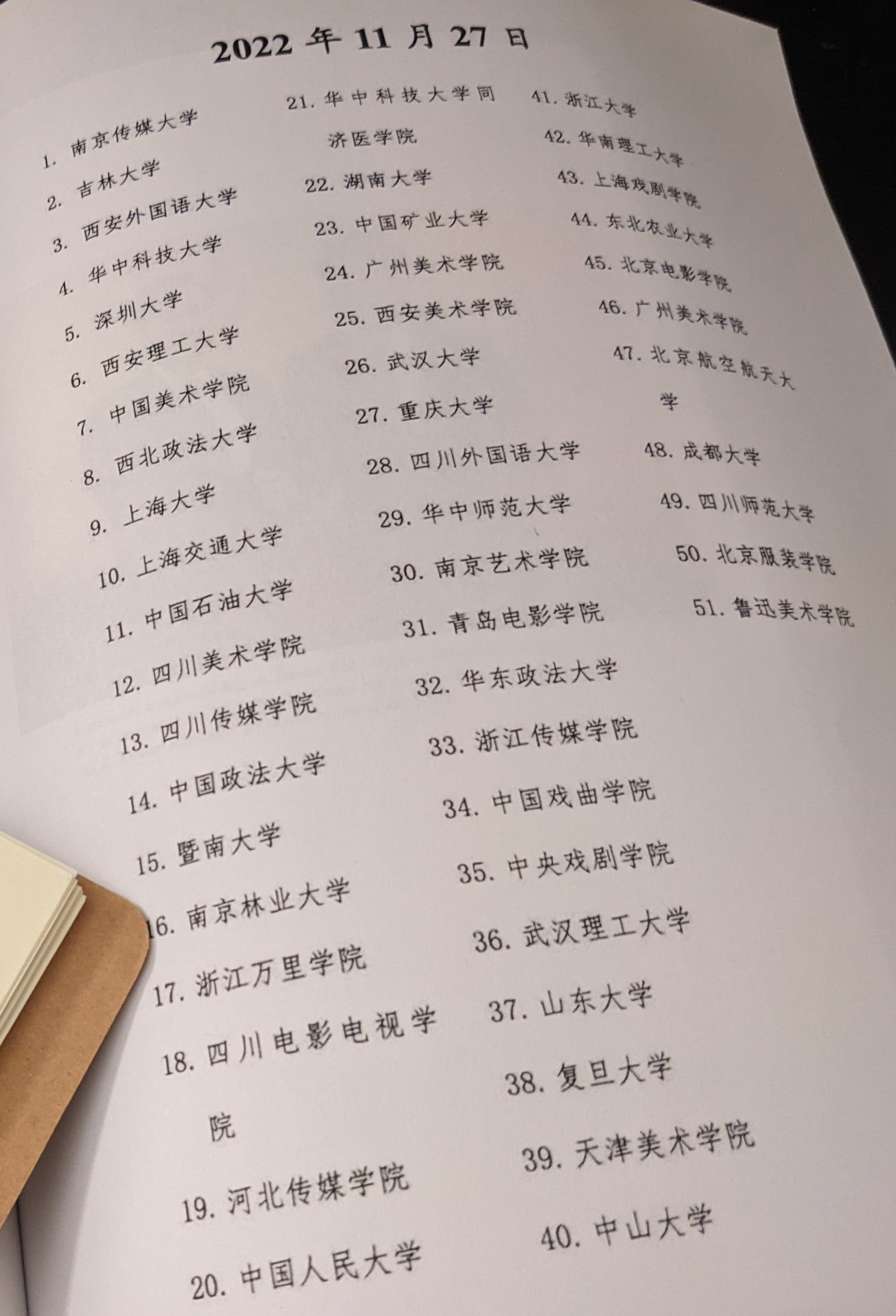
Список, розповсюджений китайськими студентами, включаючи 51 університет з переліком протестів проти карантину станом на 27 листопада.

У Нанкіні студенти Університету комунікацій Китаю зібралися, щоб вшанувати пам'ять жертв пожежі, використовуючи телефонні ліхтарики як заміну для свічок і підняли чисті аркуші паперу, протестуючи таким чином проти цензури щодо цих протестів. Невідомий чоловік вийшов на сцену, щоб дорікнути протестуючим, сказавши, що «одного дня ви заплатите за все, що зробили сьогодні», а студенти відповіли, що «державі також доведеться заплатити ціну за те, що вона зробила».
У неділю, 27 листопада, студенти провели меморіал в Університеті Цінхуа в Пекіні, сприяючи студентським демонстраціям, що відбуваються в понад 50 університетських містечках по всьому Китаю. Вони скандували «Свобода переможе» та співали «Інтернаціонал» . Один викладач пройшов крізь натовп до студентів, намагаючись відрадити натовп і сказав: «Ви виходите з-під контролю!» Студентка з Університету Цінхуа підняла чистий аркуш і вигукувала гасла, вигукуючи: «Якщо ми боїмося говорити, бо боїмося бути арештованими, то наші люди розчаруються в нас. Як студентка університету Цінхуа, я шкодуватиму про це решту свого життя!» Деякі протестувальники зібралися біля річки Ліангма, співаючи «Інтернаціонал» і «Марш добровольців» . Один із них зазначив: «Не забувайте тих, хто загинув у автобусній аварії в Гуйчжоу … не забувайте про свободу», маючи на увазі вересневу катастрофу, під час якої автобус, який віз місцевих жителів до карантинного центру COVID-19, розбився, убивши 27 людей. Інші в Пекіні скандували гасла, що повторюють банери протесту на мосту Сітун в Пекіні, такі як «Усуньте зрадника-диктатора Сі Цзіньпіна!»
У Ченду натовп скандував: «Ми не хочемо довічних правителів. Ми не хочемо імператорів» . В Ухані перекинули барикади та намети для тестування на COVID.

#### Реакція за кордоном
На знак солідарності з протестами в Китаї на площі Свободи в Тайбеї (Тайвань) відбулося віче, в якому взяли участь близько 80-100 осіб. Серед доповідачів були Ван Дань і Чжоу Фенсуо, активісти, які брали участь у протестах на площі Тяньаньмень у 1989 році .

### Чунцин
У Чунціні зняли на відео чоловіка, який виголошував промову у своєму житловому комплексі, голосно вигукуючи " Дайте мені свободу або дайте мені смерть! " під радісні вигуки та оплески натовпу. Коли правоохоронці спробували його заарештувати, натовп відбив його у поліції та відтягнув його, хоча врешті-решт його все ж затримали. Чоловіка охрестили в мережі «героєм Чунціна». Його цитати з відео були широко розповсюджені, незважаючи на цензуру, наприклад, «у світі є лише одна хвороба, і це бути бідним і не мати свободи […] тепер ми маємо обидві».

### Ланьчжоу
26 листопада на відео було знято, як протестувальники в Ланьчжоу руйнують намети та кабінки для тестування на COVID. Протестувальники стверджували, що їх заблокували, незважаючи на нуль позитивних випадків COVID у цьому районі.
Раніше в листопаді в соціальних мережах був поширений випадок у Ланьчжоу, коли 3-річний хлопчик помер, перш ніж його встигли вчасно доставити до лікарні через карантинні заходи, що викликало негативну реакцію та гнів в Інтернеті.

### Шанхай
З 23 листопада 2022 року протестувальники в Шанхаї мітингують проти урядової політики zero-COVID, а також закликають Комуністичну партію Китаю та її лідера Сі Цзіньпіна піти у відставку. Поліція застосувала балончики з перцевим газом для розгону протестувальників.

### Пекін
Щонайменше 1000 людей зібралися на третій кільцевій автодорозі Пекіна, щоб протестувати проти обмежень щодо COVID-19. Студенти Університету Цінхуа протестували на кампусі, скандуючи гасла протесту на мосту Сітун .

## Реакція

### Цензура
Інтернет-цензори піддали цензурі зображення та відео, які поширювалися в соціальних мережах, але потім вони почали поширюватися в Twitter, який був заблокований за допомогою Great Firewall у Китаї. Щоб уникнути цензури, протестувальники висловлювали своє невдоволення чистими аркушами, графіті та навіть математичними рівняннями. Безневинні слова повторювали кілька разів, щоб утворити речення для вираження незадоволення, наприклад «добре, добре, добре, добре, добре, добре». Рівняння Фрідмана, космологічні вирази, які оцінюють швидкість розширення Всесвіту, використовувалися, щоб припустити, що як космос зрештою відкриється, так відкриється і Китай.

### Приховування інформації
Боти накрили Twitter хвилею порнографії та спаму, щоб приховати протести в КНР.  Результати пошуку за назвами великих міст Китаю видають твіти про ескорт-послуги, порно та азартні ігри.
Так КНР намагається приховати повідомлення про хвилю протестів, що охопила країну. Кількість такого спаму в кілька разів перевищує інформацію про те, що там зараз насправді відбувається.